# Мирне (село, Херсонський район)
Ми́рне — село в Україні, у Виноградівській сільській громаді Херсонського району Херсонської області. Населення становить 484 осіб. З початку широкомасштабного вторгнення Росії в Україну село перебуває під російською військовою окупацією.

## Історичні відомості
В 20 столітті мав назву "Могилино"
В селі було збудовано ферму для великої рогатої худоби у 1973 році.
У 1976 збудовано сільський магазин.
У 1979 році нарешті закінчено будівництво сільського клубу.

## Населення
Згідно з переписом УРСР 1989 року чисельність наявного населення села становила 376 осіб, з яких 175 чоловіків та 201 жінка.
За переписом населення України 2001 року в селі мешкали 484 особи.

### Мовний склад
Рідна мова населення за даними перепису 2001 року:
| Мова       | Чисельність, осіб | Доля     |
| ---------- | ----------------- | -------- |
| Українська | 446               | 92,15 %  |
| Російська  | 29                | 5,99 %   |
| Білоруська | 7                 | 1,45 %   |
| Інше       | 2                 | 0,41 %   |
| Разом      | 484               | 100,00 % |